# Copenhagen Capacity
Copenhagen Capacity er den officielle organisation for investeringsfremme og regional udvikling i Østdanmark med udgangspunkt i hovedstadsmetropolen og Greater Copenhagen samarbejdet. Organisationens opgave er at trække udenlandske virksomheder, investeringer til Østdanmark og højtuddannet arbejdskraft til dansk erhvervsliv med det formål at skabe job, vækst og udvikling.
Copenhagen Capacity arbejder for at gøre regionen attraktiv for udenlandske investeringer og markedsfører Hovedstadsregionen og Østdanmark internationalt. Copenhagen Capacity rådgiver gratis de internationale virksomheder, der planlægger at etablere eller udbygge aktiviteter i regionen. Markedsføringen rettes særligt mod virksomheder indenfor sundhedsområdet (Life Sciences), Digitale teknologier og Grøn Omstilling. .
Copenhagen Capacity blev dannet i 1994 af Københavns Kommune, Frederiksberg Kommune, Københavns Amt, Frederiksborg Amt og Roskilde Amt. I dag er organisationen finansieret af offentlige aktører og mindre private bidrag. Organisationen ledes af en bestyrelse af politikere og forretningsfolk fra virksomheder i Østdanmark.
Den daglige ledelse varetages af adm. direktør Asbjørn Overgaard Christiansen.

## Offentlig støtte
Copenhagen Capacity er til og med 2018 blevet finansieret primært af midler fra Region Hovedstaden og Region Sjælland. Med den nye lov om erhvervsfremme, vedtaget af Folketinget d. 13. december 2018, bliver Copenhagen Capacity fremover basisfinansieret via Udenrigsministeriet. Derudover er organisationen projektstøttefinansieret via Danmarks Erhvervsfremmebestyrelse og diverse EU programmer m.v. 